# Lijst van animatiefilms van Walt Disney Studios
Dit is een lijst van animatiefilms van Walt Disney Studios. Deze divisie van The Walt Disney Company heeft meerdere takken, waaronder animatiefilms worden uitgebracht of gedistribueerd: Walt Disney Animation Studios, Pixar Animation Studios, Walt Disney Pictures, Disneytoon Studios / Walt Disney Television Animation en 20th Century Studios.

## Walt Disney Animation Studios

### Lange films
Walt Disney Animation Studios heeft sinds eind jaren 30 van de 20e eeuw meer dan 60 lange tekenfilms (van elk minstens een uur) gemaakt, die allemaal ook in de bioscoop verschenen zijn.
1. Sneeuwwitje en de zeven dwergen
Première: 21 december 1937 (Snow White and the Seven Dwarfs)
2. Pinokkio
Première: 7 februari 1940 (Pinocchio)
3. Fantasia
Première: 13 november 1940
4. Dombo
Première: 23 oktober 1941 (Dumbo)
5. Bambi
Première: 13 augustus 1942
6. Saludos Amigos
Première: 24 augustus 1942
7. De Drie Caballeros
Première: 3 februari 1945 (The Three Caballeros)
8. Make Mine Music
Première: 15 augustus 1946
9. Vrij en Vrolijk
Première: 27 september 1947 (Fun and Fancy Free)
10. Melody Time
Première: 27 mei 1948
11. De Avonturen van Ichabod en meneer Pad
Première: 5 oktober 1949 (The Adventures of Ichabod and Mr. Toad)
12. Assepoester
Première: 15 februari 1950 (Cinderella)
13. Alice in Wonderland
Première: 26 juli 1951
14. Peter Pan
Première: 5 februari 1953
15. Lady en de Vagebond
Première: 22 juni 1955 (Lady and the Tramp)
16. Doornroosje
Première: 29 januari 1959 (Sleeping Beauty)
17. 101 Dalmatiërs
Première: 25 januari 1961 (101 Dalmatians)
18. Merlijn de Tovenaar
Première: 25 december 1963 (The Sword in the Stone)
19. Jungle Boek
Première: 18 oktober 1967 (Jungle Book)
20. De Aristokatten
Première: 24 december 1970 (The Aristocats)
21. Robin Hood
Première: 8 november 1973
22. Het Grote Verhaal van Winnie de Poeh
Première: 11 maart 1977 (The Many Adventures of Winnie the Pooh)
23. De Reddertjes
Première: 22 juni 1977 (The Rescuers)
24. Frank en Frey
Première: 10 juli 1981 (The Fox and the Hound)
25. Taran en de Toverketel
Première: 24 juli 1985 (The Black Cauldron)
(Eerste Disney-animatiefilm met computeranimatie)
26. De Speurneuzen
Première: 2 juli 1986 (The Great Mouse Detective)
27. Oliver & Co.
Première: 18 november 1988 (Oliver & Company)
28. De kleine zeemeermin
Première: 15 november 1989 (The Little Mermaid)
29. De Reddertjes in Kangoeroeland
Première: 16 november 1990 (The Rescuers Down Under)
30. Belle en het Beest
Première: 13 november 1991 (Beauty and the Beast)
31. Aladdin
Première: 11 november 1992
32. The Lion King
Première: 15 juni 1994
33. Pocahontas
Première: 23 juni 1995
34. De klokkenluider van de Notre Dame
Première: 21 juni 1996 (The Hunchback of Notre Dame)
35. Hercules
Première: 27 juni 1997
36. Mulan
Première: 6 juni 1998
37. Tarzan
Première: 18 juni 1999
38. Fantasia 2000
Première: 31 december 1999
39. Dinosaur
Première: 23 november 2000
40. The Emperor's New Groove
Première: 15 december 2000
41. Atlantis: De verzonken stad
Première: 15 juni 2001 (Atlantis: The Lost Empire)
42. Lilo & Stitch
Première: 21 juni 2002
43. Piratenplaneet: De Schat van Kapitein Flint
Première: 27 november 2002 (Treasure Planet)
44. Brother Bear
Première: 1 november 2003
45. Paniek op de Prairie
Première: 21 maart 2004 (Home on the Range)
46. Chicken Little
Première: 30 oktober 2005
47. Meet the Robinsons
Première: 30 maart 2007
48. Bolt
Première: 26 november 2008
49. De prinses en de kikker
Première: 11 december 2009 (The Princess and the Frog)
50. Rapunzel
Première: 1 december 2010 (Tangled)
51. Winnie de Poeh
Première: 15 april 2011 (Winnie the Pooh)
52. Wreck-It Ralph
Première: 2 november 2012
53. Frozen
Première: 11 december 2013
54. Big Hero 6
Première: 23 oktober 2014
55. Zootropolis
Première: 10 februari 2016 (Zootopia)
56. Vaiana
Première: 23 november 2016 (Moana)
57. Ralph Breaks the Internet
Première: 21 november 2018
58. Frozen II
Première: 7 november 2019
59. Raya en de Laatste Draak
Première: 5 maart 2021 (Raya and the Last Dragon)
60. Encanto
Première: 24 november 2021
61. Strange World
Première: 23 november 2022
62. Wish
Première: 22 november 2023
63. Vaiana 2
Première: 27 november 2024 (Moana 2)

### Korte films
Walt Disney Animation Studios produceert, al sinds het ontstaan van de studio, korte animatiefilmpjes waarin vaak nieuwe technieken worden getest. Tot de oudste series van aldus gemaakte korte tekenfilms behoren: Mickey Mouse (1928-1953), Silly Symphonies (1929-1939), Donald Duck (1937-1961), Pluto (1937-1951), Donald & Goofy (1938-1947), Goofy (1939-1961), Figaro (1943-1947), Chip 'n' Dale (1951-1954), Humphrey the Bear (1956), Winnie the Pooh (1966-1983) en Roger Rabbit (1989-1993).
Hieronder een greep uit de overige korte animatiefilms:
1. Ferdinand the Bull
Première: 1938
2. Chicken Little
Première: 1943
3. The Brave Engineer
Première: 1950
4. Morris the Midget Moose
Première: 1950
5. Lambert the Sheepish Lion
Première: 1952
6. The Little House
Première: 1952
7. Toot, Whistle, Plunk and Boom
Première: 1953
8. Ben and Me
Première: 1953
9. Donald in Mathmagic Land
Première: 1959
10. A Symposium on Popular Songs
Première: 1962
11. Scrooge McDuck and Money
Première: 1967
12. It's Tough to Be a Bird
Première: 1969
13. The Small One
Première: 1978
14. Mickey's Christmas Carol
Première: 1983
15. Oilspot and Lipstick
Première: 1987
16. The Prince and the Pauper
Première: 1990
17. Off His Rockers
Première: 1992
18. Runaway Brain
Première:1995
19. John Henry
Première: 2000
20. Destino
Première: 2003
21. Lorenzo
Première: 2004
22. The Little Matchgirl
Première: 2006
23. How to Hook Up Your Home Theater
Première: 2007
24. Prep and Landing: Operation Secret Santa
Première: 2010
25. Tick Tock Tale
Première: 2010
26. The Ballad of Nessie
Première: 2011
27. Tangled Ever After
Première: 2012
28. Paperman
Première: 2012
29. Get a Horse
Première: 2013
30. Feast
Première: 2014
31. Frozen Fever
Première: 2015
32. Inner Workings
Première: 2016
33. Gone Fishing
Première: 2017
34. Olaf's Frozen Adventure
Première: 2017
35. Myth: A Frozen Tale
Première: 2019
36. Once Upon a Snowman
Première: 2020
37. Us Again
Première: 2021
38. Far From the Tree
Première: 2021
39. Olaf presents (miniserie) 
Première: 2021
40. Once Upon a Studio
Première: 2023

## Pixar Animation Studios

### Lange films
De eerste films van Pixar Animation Studios werden gedistribueerd door Walt Disney Pictures. In 2006 werd Pixar gekocht door The Walt Disney Company.
1. Toy Story
Première: 22 november 1995
2. Een luizenleven
Première: 14 november 1998 (A Bug's Life)
3. Toy Story 2
Première: 13 november 1999
4. Monsters en co.
Première: 28 oktober 2001 (Monster's Inc.)
5. Finding Nemo
Première: 30 mei 2003
6. The Incredibles
Première: 5 november 2004
7. Cars
Première: 26 mei 2006
8. Ratatouille
Première: 29 juni 2007
9. WALL-E
Première: 27 juni 2008
10. Up
Première: 8 oktober 2009
11. Toy Story 3
Première: 18 juni 2010
12. Cars 2
Première: 6 juli 2011
13. Brave
Première: 22 juni 2012
14. Monsters University
Première: 21 juni 2013
15. Inside Out
Première: 19 juni 2015
16. The Good Dinosaur
Première: 25 november 2015
17. Finding Dory
Première: 17 juni 2016
18. Cars 3
Première: 16 juni 2017
19. Coco
Première: 22 november 2017
20. Incredibles 2
Première: 21 juni 2018
21. Toy Story 4
Première: 15 juni 2019
22. Onward
Première: 6 maart 2020
23. Soul
Première: 11 oktober 2020
24. Luca
Première: 16 juni 2021
25. Turning Red
Première: 11 maart 2022
26. Lightyear
Première: 8 juni 2022
27. Elemental
Première: 27 mei 2023
28. Inside Out 2
Première: 10 juni 2024
29. Elio
Première: 20 juni 2025

### Korte films
1. The Adventures of André & Wally B.
Première: 1984
2. Luxo Jr.
Première: 1986
3. Red's Dream
Première: 1987
4. Tin Toy
Première: 1988
5. Knick Knack
Première: 1989
6. Geri's Game
Première: 1997
7. For the Birds
Première: 2000
8. Mike's New Car
Première: 2002
9. Exploring the Reef
Première: 2003
10. Boundin'
Première: 2003
11. Jack-Jack Attack
Première: 2005
12. Mr. Incredible and Pals
Première: 2005
13. One Man Band
Première: 2005
14. Mater and the Ghostlight
Première: 2006
15. Lifted
Première: 2006
16. Your Friend the Rat
Première: 2007
17. Presto
Première: 2008
18. BURN-E
Première: 2008
19. Partly Cloudy
Première: 2009
20. Dug's Special Mission
Première: 2009
21. George and A.J.
Première: 2009
22. Day & Night
Première: 2010
23. La Luna
Première: 2011
24. Hawaiian Vacation (Toy Story Toon)
Première: 2011
25. Small Fry (Toy Story Toon)
Première: 2011
26. Partysaurus Rex (Toy Story Toon)
Première: 2012
27. The Legend of Mor'du
Première: 2012
28. The Blue Umbrella
Première: 2013
29. Party Central
Première: 2013
30. Lava
Première: 2014
31. Riley's First Date?
Première: 2015
32. Sanjay's Super Team
Première: 2015
33. Piper
Première: 2016
34. Marine Life Interviews
Première: 2016
35. Lou
Première: 2017
36. Miss Fritter's Racing Skoool
Première: 2017
37. Dante's Lunch
Première: 2017
38. Bao
Première: 2018
39. Auntie Edna
Première: 2018
40. Forky Asks a Question (miniserie) 
Première: 2019
41. Lamp Life
Première: 2020
42. 22 vs. Earth
Première: 2021
43. Ciao Alberto
Première: 2021
44. Dug Days (miniserie) 
Première: 2021
45. Carl's Date
Première: 2023
46. Dream Productions (miniserie) 
Première: 2024
47. Win Or Lose (miniserie) 
Première: 2025

#### Sparkshot serie
Dit betreft een project waarin medewerkers van Pixar binnen een bepaalde periode de ruimte krijgen om zelf een onafhankelijke animatiefilm te maken.
1. Purl
Première: 2019
2. Smash and Grab
Première: 2019
3. Kitbull
Première: 2019
4. Float
Première: 2019
5. Wind
Première: 2019
6. Loop
Première: 2020
7. Out
Première: 2020
8. Burrow
Première: 2020
9. Twenty Something
Première: 2021
10. Nona
Première: 2021
11. Self
Première: 2024

## Disney MovieToons / Disneytoon Studios
Dit zijn films gemaakt door Disney MovieToons, Disneytoon Studios of Walt Disney Television Animation. Vaak waren dit films die voortborduurden op grotere filmsuccessen. Het eerste vervolg dat de studio uitbracht, gebaseerd op een film van Walt Disney Animation Studios, was De Wraak van Jafar.

### Bioscoopfilms
Dit zijn de bioscoopfilms gemaakt door andere animatiestudio's zoals: Walt Disney Television Animation en de Australische Disneytoon Studios. De films hadden vaak een lager budget dan de films van de hoofdstudio (Walt Disney Animation Studios). Tegenwoordig maakt Disney Television Animation voornamelijk televisieproducties zoals series en shorts voor Disney Channel en Disney+.
Disneytoon Studios sloot in 2015 haar deuren.
1. DuckTales the Movie: Treasure of the Lost Lamp
Première: 3 augustus 1990
2. A Goofy Movie
Première: 7 april 1995
3. Teigetjes Film
Première: 11 februari 2000 (The Tigger Movie)
4. Terug naar Nooitgedachtland
Première: 15 februari 2002 (Return to Never Land)
5. Jungle Boek 2
Première: 14 februari 2003 (The Jungle Book 2)
6. Knorretjes Grote Film
Première: 21 maart 2003 (Piglet's Big Movie)
7. Poeh's Lollifanten film
Première: 11 februari 2005 (Pooh's Heffalump Movie)
8. Secret of the Wings
Première: 14 december 2012
9. Planes
Première: 9 augustus 2013
10. The Pirate Fairy
Première: 13 februari 2014
11. Planes: Fire & Rescue
Première: 18 juli 2014
12. Tinker Bell and the Legend of the NeverBeast
Première: 12 december 2014

### Direct-naar-dvd vervolgen
Dit zijn direct-naar-video-films gemaakt door onder andere Walt Disney Television Animation en de Australische Disneytoon Studios, met een vaak lager budget. Deze films werden doorgaans direct op videoband, dvd of blu-ray uitgebracht zonder dat ze eerst in de bioscoop vertoond waren.
Met het aantreden van John Lasseter in 2006 werd gestopt met het maken van deze vervolgen met uitzondering van Disney Princess & Disney Faries producten.
1. De Wraak van Jafar
Première: 20 mei 1994 (The Return of Jafar)
2. Aladdin en de Dievenkoning
Première: 13 augustus 1996 (Aladdin and the King of Thieves)
3. De meest verre tocht van Winnie de Poeh
Première: 5 augustus 1997 (Pooh's Grand Adventure: The Search for Christopher Robin)
4. Belle en het Beest: Een Betoverd Kerstfeest
Première: 11 november 1997 (Beauty and the Beast: The Enchanted Christmas)
5. Belle en het Beest: Belle's Wonderlijke Verhalen
Première: 17 februari 1998 (Belle's Magical World)
6. Pocahontas II: Reis naar een Nieuwe Wereld
Première: 4 augustus 1998 (Pocahontas II: Journey to a New World)
7. Hercules: Zero to Hero
Première: 31 augustus 1998
8. The Lion King II: Simba's trots
Première: 27 oktober 1998 (The Lion King II: Simba's Pride)
9. Mickey's Once Upon a Christmas
Première: 9 november 1999
10. An Extremely Goofy Movie
Première: 29 februari 2000
11. De kleine zeemeermin II: terug in de zee
Première: 19 september 2000 (The Little Mermaid II: Return to the Sea)
12. Lady en de Vagebond II: Rakkers Avontuur
Première: 27 januari 2001 (Lady and the Tramp II: Scamp's Adventure)
13. Assepoester II: Dromen Komen Uit
Première: 26 februari 2002 (Cinderella II: Dreams Come True)
14. De klokkenluider van de Notre Dame II
Première: 19 maart 2002 (The Hunchback of Notre Dame II)
15. Tarzan & Jane
Première: 23 juli 2002
16. A Very Merry Pooh Year
Première: 12 november 2002
17. 101 Dalmatiërs II: Het avontuur van Vlek in Londen
Première: 21 januari 2003
18. Atlantis: Milo's Avontuur
Première: 20 mei 2003 (Atlantis: Milo's Return)
19. Stitch! The Movie
Première: 26 augustus 2003
20. The Lion King III
Première: 10 februari 2004 (The Lion King 1½)
21. Winnie de Poeh: Een vrolijk voorjaar met Roe
Première: 9 maart 2004
22. Mickey, Donald en Goofy als de drie musketiers
Première: 17 augustus 2004 (Mickey, Donald, Goofy: The Three Musketeers)
23. Mickey's Twice Upon a Christmas
Première: 9 november 2004
24. Mulan II
Première: 1 februari 2005
25. Tarzan II
Première: 14 juni 2005
26. Lilo & Stitch 2: Stitch Has a Glitch
Première: 30 augustus 2005
27. Pooh's Heffalump Halloween Movie
Première: 13 september 2005
28. King Kronk
Première: 13 december 2005 (Kronk's New Groove)
29. Bambi II
Première: 7 februari 2006
30. Leroy & Stitch
Première: 26 juni 2006
31. Brother Bear 2
Première: 29 augustus 2006
32. Frank en Frey 2
Première: 12 december 2006 (The Fox and the Hound 2)
33. Assepoester: Terug in de Tijd
Première: 6 februari 2007 (Cinderella III: A Twist in Time)
34. Disney Princess Enchanted Tales: Follow Your Dreams
Première: 7 november 2007
35. De kleine zeemeermin: Ariel, hoe het begon
Première: 26 augustus 2008 (The Little Mermaid: Ariel's Beginning)
36. Tinker Bell
Première: 28 oktober 2008
37. Tinker Bell and the Lost Treasure
Première: 27 oktober 2009
38. Tinker Bell and the Great Fairy Rescue
Première: 21 september 2010

## Walt Disney Pictures
Dit zijn films waarin animatie-figuren met liveaction beelden gecombineerd zijn.
1. The Reluctant Dragon
Première: 20 juni 1941
2. Victory Through Air Power
Première: 17 juli 1943
3. Melodie van het zuiden
Première: 12 november 1946 (Song of the South)
4. So Dear to My Heart
Première: 19 januari 1949
5. Mary Poppins
Première: 29 augustus 1964
6. Heksen & Bezemstelen
Première: 13 december 1971 (Bedknobs and Broomsticks)
7. Peter en de Draak
Première: 3 november 1977 (Pete's Dragon)
8. Who Framed Roger Rabbit
Première: 21 juni 1988
9. Enchanted
Première: 2 november 2007
10. Mary Poppins Returns
Première: 19 december 2018
11. Disenchanted
Première: 18 november 2022

## 20th Century Studios
In maart 2019 werd 21st Century Fox overgenomen door The Walt Disney Company. De filmstudio 20th Century Fox werd hernoemd in 20th Century Studios en ondergebracht bij Walt Disney Studios.
1. Spies in Disguise
Première: 25 december 2019
2. Ron's Gone Wrong
Première: 22 oktober 2021
3. Diary of a Wimpy Kid
Première: 3 december 2021
4. The Bob's Burgers Movie
Première: 27 mei 2022

## Overige animatie
1. The Nightmare Before Christmas
Première: 19 oktober 1993
2. De reuzenperzik
Première: 12 april 1996 (James and the Giant Peach)
3. Doug's 1st Movie
Première: 19 maart 1999
4. Recess: School's Out
Première: 16 februari 2001
5. Teacher's Pet
Première: 16 januari 2004
6. Valiant
Première: 19 augustus 2005
7. The Wild
Première: 14 april 2006
8. A Christmas Carol
Première: 6 november 2009
9. Mars Needs Moms
Première: 11 maart 2011
10. Frankenweenie
Première: 5 oktober 2012
11. Strange Magic
Première: 23 januari 2015